# Zonele Muntoase Centrale (Madagascar)

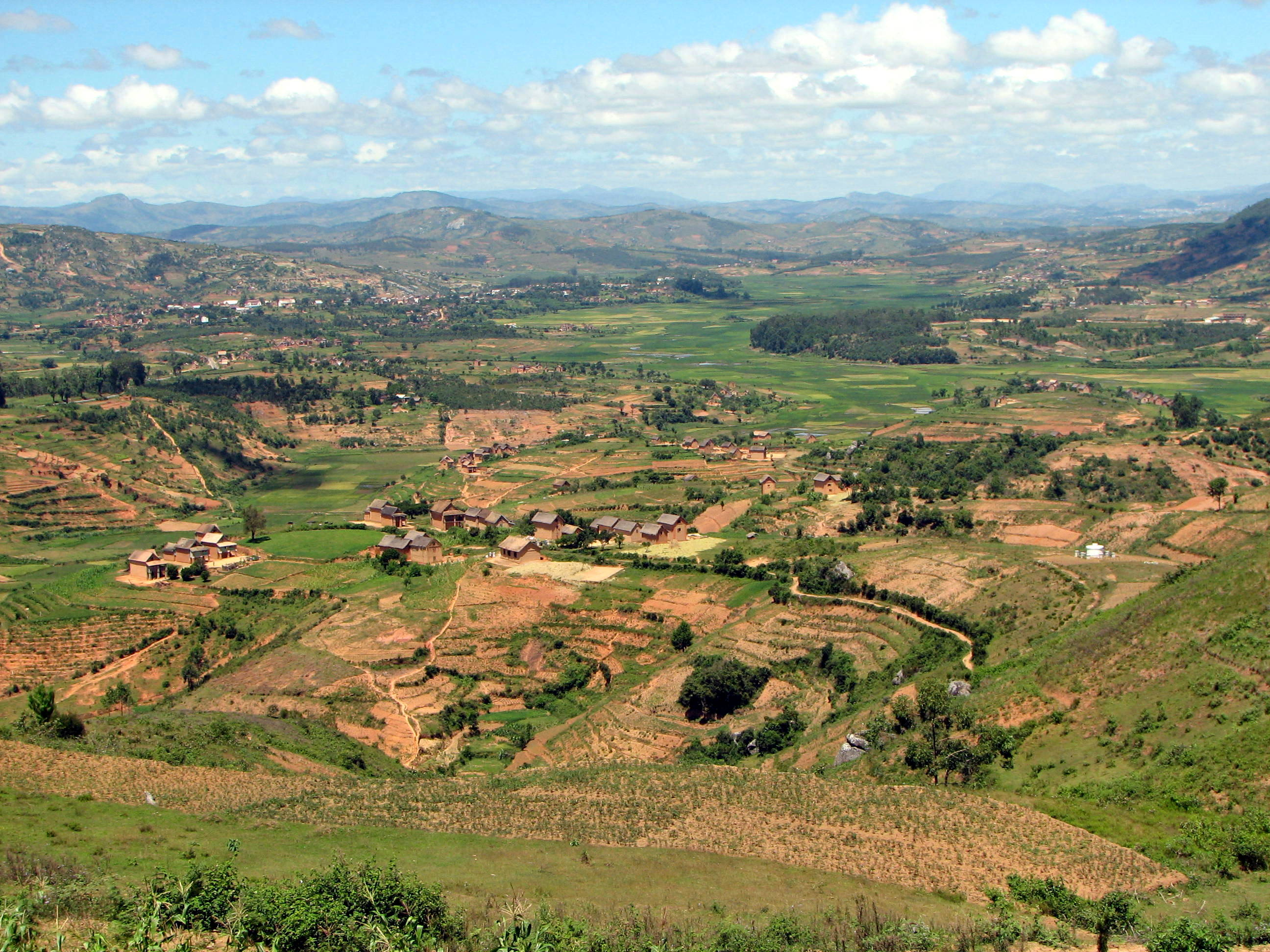
Peisaj în regiunea Zonelor Muntoase Centrale

Zonele Muntoaae Centrale, Podișul Central Înalt, sau Hauts-Plateaux este o regiune muntoasă biogeografică din centrul Madagascarului. Acestea includ partea continuă a interiorului insulei de peste 800 m (2.600 ft) altitudine. Zonele Muntoase Centrale sunt separate de Zonele Muntoase nordice ale vârfului nordic al Madagascarului printr-o vale joasă, Fereastra Mandritsara, care se pare că a acționat ca o barieră în calea dispersării pentru speciile din zonele muntoase, ceea ce duce la perechi de specii cum ar fi Voalavo gymnocaudus și Voalavo antsahabensis în zonele muntoase nordice și centrale. Speciile limitate la Zonele Muntoase Centrale includ liliecii Miniopterus manavi și Miniopterus sororculus; rozătoarele Brachyuromys betsileoensis și Voalavo antsahabensis;  insectivorele Hemicentetes nigriceps și Oryzorictes tetradactylus; și lemurul Cheirogaleus sibreei. Din cauza habitatului continuu al Zonelor Muntoaae Centrale, există prea puțin endemisme locale, spre deosebire de Zonele Muntoase de Nord.